# 香蕉屿
香蕉屿是马来西亚柔佛州笨珍县西海岸外的一座小岛，距小笨珍（Pontian Kechil）15公里，距文律5公里，是香蕉屿灯塔的所在地，船程约45分钟。该灯塔自1914年以来便为船只指引进入繁忙的新加坡海峡西入口，塔附近还有一座码头，新加坡管理区域则用篱笆隔离起来。

## 历史
马来语中“香蕉”（Pisang）一词之汉语音译为“皮宗”。故汉朝时期中国使臣出访印度，回国时途径香蕉屿，称其为皮宗国。明朝航海家郑和亦曾将此岛画进航海图。虽然香蕉屿名为香蕉，但岛上的种植物却以椰子和红树林居多。郑和航海图作毗宋屿

## 传说
香蕉屿存有一个关于岛屿形成的马来民间传说。据说有名名为史丁的居民离乡背井成为富翁之后，娶了一名公主并乘坐大船回乡。然而，他却不承认年迈的父母，还把他们赶走。他的父母十分伤心，向神祈求他得到报应。结果老天刮起了巨风浪，把史丁的船击沉，而船身变成大岛，船锚变成沙勿岛，船舵变成格姆帝岛，船拖变成吞达岛，形成今天香蕉屿主岛和附近三个小岛的面貌。

## 现状
香蕉屿目前由新加坡管理，但新加坡公开宣称该岛属于马来西亚。同时，国际法院于2008年在白礁问题上作出了有利于新加坡的裁决，此举令一些人担忧新加坡有一天可能也会声称对香蕉屿的主权。然而柔佛州务大臣阿都干尼表示马来西亚已经在宪报宣誓主权，因此该岛的灯塔虽由新加坡管理，但主权属于马来西亚。